# Dave Richardson
Pour les articles homonymes, voir Richardson.
David George Joseph Richardson  (né le 11 décembre 1940 à Saint-Boniface dans la province du Manitoba au Canada) est un joueur professionnel canadien de hockey sur glace.

## Biographie
Richardson commence sa carrière en 1960 dans la Western Hockey League avec les Totems de Seattle. Durant l'intégralité de sa carrière professionnelle, il change d'équipe et de ligue à de très nombreuses reprises. Lors du repêchage d'expansion de la LNH 1967 qui se tient le 6 juin 1967, il est choisi par les North Stars du Minnesota. Les North Stars échangent Richardson a Détroit en compagnie de Jean-Guy Talbot en échange de Bob McCord et Duke Harris le 19 octobre 1967 . Il prend sa retraite en 1970 alors qu'il joue pour les Gulls de San Diego.

## Statistiques
| Saison    | Équipe                 | Ligue |    | Saison régulière | Saison régulière | Saison régulière | Saison régulière | Saison régulière |   | Séries éliminatoires | Séries éliminatoires | Séries éliminatoires | Séries éliminatoires | Séries éliminatoires |
| Saison    | Équipe                 | Ligue | PJ | B                | A                | Pts              | Pun              | PJ               | B | A                    | Pts                  | Pun                  |                      |                      |
| 1960-1961 | Totems de Seattle      | WHL   | 2  | 0                | 0                | 0                | 4                | -                | - | -                    | -                    | -                    |                      |                      |
| 1961-1962 | Komets de Fort Wayne   | LIH   | 65 | 24               | 47               | 71               | 166              | -                | - | -                    | -                    | -                    |                      |                      |
| 1961-1962 | Blades de Los Angeles  | WHL   | 3  | 0                | 1                | 1                | 0                | -                | - | -                    | -                    | -                    |                      |                      |
| 1962-1963 | Wolves de Sudbury      | EPHL  | 72 | 29               | 38               | 67               | 117              | 8                | 3 | 1                    | 4                    | 8                    |                      |                      |
| 1963-1964 | Clippers de Baltimore  | LAH   | 37 | 9                | 15               | 24               | 88               | -                | - | -                    | -                    | -                    |                      |                      |
| 1963-1964 | Rangers de New York    | LNH   | 34 | 3                | 1                | 4                | 21               | -                | - | -                    | -                    | -                    |                      |                      |
| 1964-1965 | Rangers de New York    | LNH   | 7  | 0                | 1                | 1                | 4                | -                | - | -                    | -                    | -                    |                      |                      |
| 1964-1965 | Rangers de Saint Paul  | CPHL  | 8  | 3                | 2                | 5                | 10               | -                | - | -                    | -                    | -                    |                      |                      |
| 1964-1965 | Clippers de Baltimore  | LAH   | 47 | 17               | 23               | 40               | 89               | 3                | 0 | 0                    | 0                    | 2                    |                      |                      |
| 1965-1966 | Blackhawks de Chicago  | LNH   | 3  | 0                | 0                | 0                | 2                | -                | - | -                    | -                    | -                    |                      |                      |
| 1965-1966 | Braves de Saint-Louis  | CPHL  | 6  | 1                | 3                | 4                | 2                | -                | - | -                    | -                    | -                    |                      |                      |
| 1965-1966 | Bisons de Buffalo      | LAH   | 35 | 11               | 14               | 25               | 58               | -                | - | -                    | -                    | -                    |                      |                      |
| 1966-1967 | Bisons de Buffalo      | LAH   | 71 | 13               | 35               | 48               | 54               | -                | - | -                    | -                    | -                    |                      |                      |
| 1967-1968 | South Stars de Memphis | CPHL  | 3  | 2                | 1                | 3                | 9                | -                | - | -                    | -                    | -                    |                      |                      |
| 1967-1968 | Wings de Fort Worth    | CPHL  | 43 | 19               | 27               | 46               | 62               | 13               | 3 | 6                    | 9                    | 17                   |                      |                      |
| 1967-1968 | Red Wings de Détroit   | LNH   | 1  | 0                | 0                | 0                | 0                | -                | - | -                    | -                    | -                    |                      |                      |
| 1968-1969 | Gulls de San Diego     | WHL   | 51 | 9                | 12               | 21               | 55               | -                | - | -                    | -                    | -                    |                      |                      |
| 1969-1970 | Gulls de San Diego     | WHL   | 24 | 4                | 6                | 10               | 35               | -                | - | -                    | -                    | -                    |                      |                      |

## Trophées
- Trophée Garry-F.-Longman : 1962[3]